# Сами Насери
Самѝ Насерѝ (на френски: Samy Naceri), с рождено име Саид Насери (на френски: Saïd Naceri), е френски актьор.

## Биография
Роден в семейството на баща алжирец и майка французойка в Париж. Прекарва детството си в парижко предградие. Френският актьор е много популярен с участието си в четирите филма „Такси“ и „Кодът“.
През 2003 г. е осъден на осем месеца затвор с отлагане, шофьорската му книжка е отнета за три години, глобен е 8000 € заради пътен инцидент, в който смачква кола и нанася телесна повреда на един от пътниците.
Известен с ислямистките си възгледи, Сами изрича смъртна заплаха срещу Салман Рушди във френско токшоу през октомври 2005 г. Докато част от кавгата е изнесена извън програмата, собственикът-продуцент Тиери Ардисон отрича, че Насери е изричал заплахи. Оттогава насам Рушди заявява, че никога повече няма да се появи във френско токшоу.
През ноември 2005 г., след чакане на закъснял гост, обезобразява 22-годишен мъж с пепелник. Това се случва в изискан парижки ресторант. Актьорът е осъден за нападение и прекарва още два месеца в затвор. Бива освободен през февруари 2006 г.
През декември 2006 г. пак е вкаран в затвора заради обида на расистка основа срещу полицаи.
През януари 2007 г. е обвинен в опит за убийство след намушкване на пазител на реда в Екс ан Прованс.

## Филмография
- 1980: Inspector Blunder
- 1989: La Révolution française directed by Robert Enrico and Richard T. Heffron (uncredited)
- 1994: Léon directed by Luc Besson
- 1994: Frères directed by Olivier Dahan
- 1995: Coup de vice directed by Zak Fishman
- 1995: Raï directed by Thomas Gilou
- 1996: Malik le maudit directed by Youcef Hamidi
- 1996: La Légende de Dede directed by Antonio Olivares
- 1997: Bouge! directed by Jérôme Cornuau
- 1997: Autre chose à foutre qu'aimer directed by Carole Giacobbi
- 1998: Такси directed by Gérard Pirès
- 1998: Cantique de la racaille directed by Vincent Ravalec
- 1999: Un pur moment de rock'n'roll directed by Manuel Boursinhac
- 1999: Une pour toutes directed by Claude Lelouch
- 1999: Такси 2 directed by Gérard Krawczyk
- 2000: Là-bas, mon pays directed by Alexandre Arcady
- 2001: Le Petit Poucet directed by Olivier Dahan
- 2001: Nid de guêpes (The Nest) directed by Florent-Emilio Siri
- 2001: La Merveilleuse Odyssée de l'idiot toboggan directed by Vincent Ravalec
- 2001: La Repentie directed by Laetitia Masson
- 2001: Féroce directed by Gilles de Maistre
- 2002: La Mentale directed by Manuel Boursinhac
- 2002: Concerto pour un violon directed by Gilles de Maistre
- 2002: Disparu directed by Gilles de Maistre
- 2002: Tapis volant directed by Youcef Hamidi
- 2003: Такси 3 directed by Gérard Krawczyk
- 2003: Finding Nemo directed by Andrew Stanton (voice of Crush the sea turtle in the French dubbed version)
- 2004: Bab el web directed by Merzak Allouache
- 2006: Indigènes directed by Rachid Bouchareb
- 2007: Такси 4
- 2008: Des poupées et des anges directed by Nora Hamidi
- 2012: Ce que le jour doit à la nuit, directed by Alexandre Arcady
- 2013: Tip Top
- 2013: Günahsız Günahım (MV)
- 2015: Heliopsis, directed by Sandra Kobanovitch
- 2021: Redemption Day, directed by Hicham Hajji
- 2023: Atoman, directed by Anouar Moatassim